# Oakman (Alabama)
Oakman es un pueblo ubicado en el condado de Walker en el estado estadounidense de Alabama. En el censo de 2000, su población era de 944.

## Demografía
En el 2000 la renta per cápita promedia del hogar era de $ 22.014$, y el ingreso promedio para una familia era de 31.964$. El ingreso per cápita para la localidad era de 11.936$. Los hombres tenían un ingreso per cápita de 25.221$ contra 17.321$ para las mujeres.

## Geografía
Oakman está situado en 33°42′49″N 87°23′10″O / 33.71361, -87.38611 (33.713594, -87.386111).
Según la Oficina del Censo de los EE. UU., la ciudad tiene un área total de 3.11 millas cuadradas (8.07 km²).